# Pink Luv
Pink Luv é o quinto mini-álbum do girl group sul-coreano A Pink, lançado em 24 de novembro de 2014. A faixa-título "Luv" foi usada para promover o álbum.

## Antecedentes e lançamento
O EP Pink Luv foi lançado em 24 de novembro. "Luv" conseguiu um all kill por alcançar o primeiro lugar na Bugs, Cyworld Music, MelOn, Mnet, monkey3, Naver Music, Olleh e Soribada.

## Promoções
A Pink apresentou um trecho de "Secret", uma faixa de seu álbum, além de uma apresentação completa de "Luv" no Music Bank da KBS em 21 de novembro. Esta foi seguida por comebacks adicionais em outros programas musicais, incluindo Show! Music Core da MBC, Inkigayo da SBS, Show Champion da MBC Music e M! Countdown da Mnet.

## Lista de faixas
| N.º            | Título                                                                            | Letras                       | Música                       | Duração |  |
| 1.             | "Luv"                                                                             | Shinsadong Tiger Beom & Nang | Shinsadong Tiger Beom & Nang | 04:00   |  |
| 2.             | "Wanna Be"                                                                        | Park Cho-rong                | Son Young-jin Big Sancho     | 03:42   |  |
| 3.             | "Secret"                                                                          | Lee Won-hee                  | Lee Won-hee                  | 03:58   |  |
| 4.             | "I'm Not an Angel" (천사가 아냐; Cheonsaga Anya)                                  | KZ D'Day                     | KZ Mr. Gomdol                | 03:27   |  |
| 5.             | "Once Upon a Time" (동화 같은 사랑; Donghwa Gateun Sarang; lit. "Fairytale Love") | Duble Sidekick David Kim     | Duble Sidekick Tenzo & Tasco | 03:53   |  |
| 6.             | "Luv" (Instrumental)                                                              |                              | Shinsadong Tiger Beom & Nang | 04:00   |  |
| 7.             | "Good Morning Baby" (somente CD)                                                  | Duble Sidekick               | Duble Sidekick               | 03:40   |  |
| 8.             | "My Darling" (Apink BnN) (somente CD)                                             | Brave Brothers               | Brave Brothers               | 03:05   |  |
| Duração total: | Duração total:                                                                    | Duração total:               | Duração total:               | 22:56   |  |

## Desempenho nas paradas
| Parada                   | Melhor posição |
| ------------------------ | -------------- |
| Gaon Weekly album chart  | 1              |
| Gaon Monthly album chart |                |
| Gaon Yearly album chart  |                |

| Tabela (2014)         | Quantidade |
| --------------------- | ---------- |
| Gaon vendas físicas   |            |
| Oricon vendas físicas | 1.967+     |

| Canção             | Melhor posição |
| Canção             | Gaon Chart     |
| ------------------ | -------------- |
| "Luv"              | 2              |
| "Wanna Be"         | 22             |
| "Secret"           | 11             |
| "I'm Not an Angel" | 25             |
| "Once Upon a Time" | 30             |

## Histórico de lançamento
| País          | Data                   | Formato              | Gravadora                               |
| ------------- | ---------------------- | -------------------- | --------------------------------------- |
| Coreia do Sul | 24 de novembro de 2014 | CD, download digital | A Cube Entertainment LOEN Entertainment |